# Теодора Греческая
Теодо́ра Гре́ческая и Да́тская (греч. Θεοδώρα της Ελλάδας και Δανίας; 13 мая 1906, Дворец Татой, Аттика, Королевство Греция — 16 октября 1969, Бюдинген, Германия) — вторая дочь греческого принца Андрея; супруга принца Бертольда Баденского; одна из старших сестёр принца Филиппа, герцога Эдинбургского, супруга королевы Великобритании Елизаветы II.

## Биография

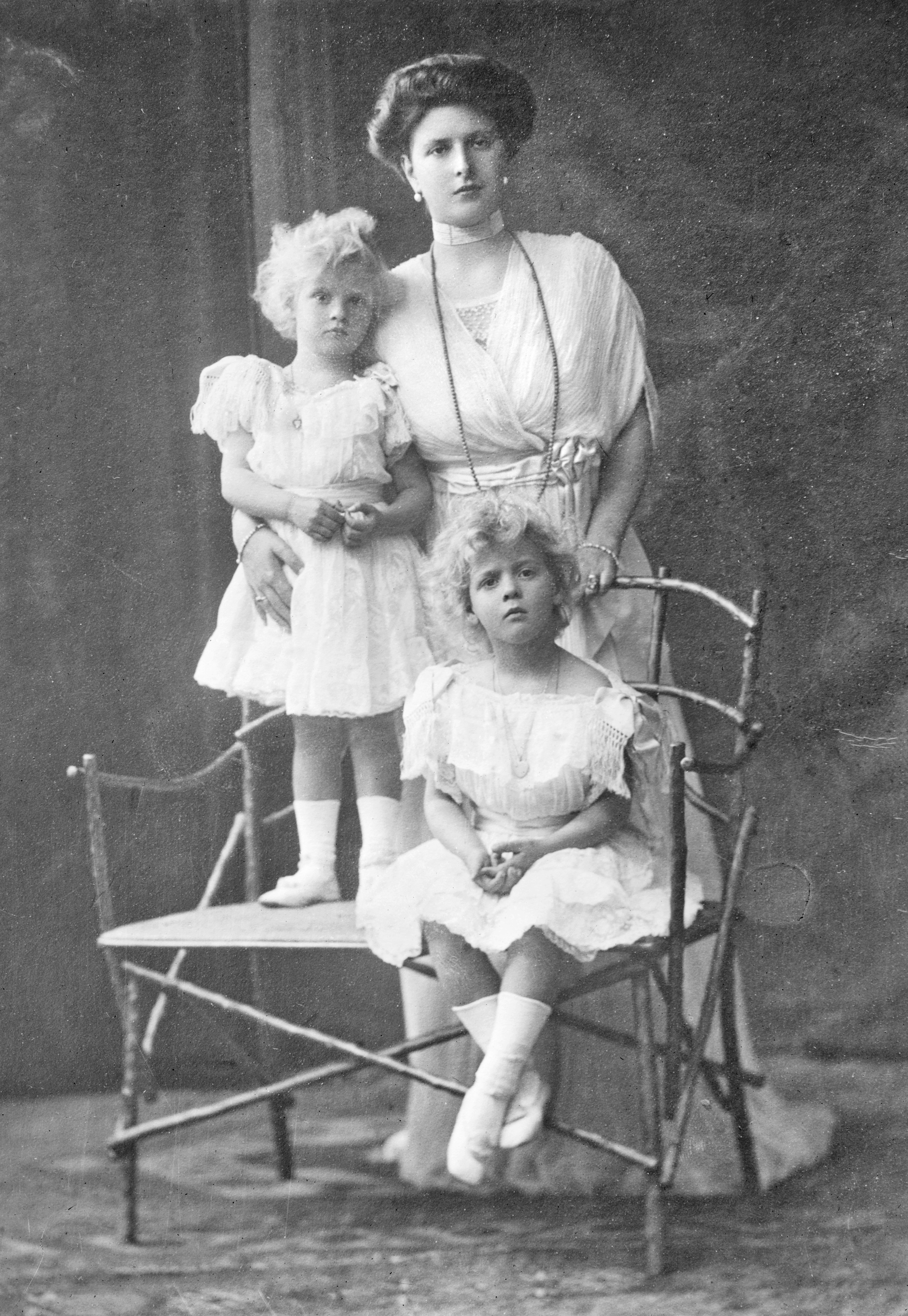
Теодора с матерью и старшей сестрой

### Семья и ранняя жизнь
Теодора родилась 13 мая 1906 года в летней резиденции греческой королевской семьи дворце Татой, став второй дочерью греческого и датского принца Андрея и Алисы Баттенбергской. В семье ранее родилась дочь Маргарита. После Теодоры на свет появились её младшие сёстры Сесилия и София, а в 1921 году мать родила единственного сына — принца Филиппа, заключившего в 1947 году брак с будущей королевой Великобритании Елизаветой II. По отцу она внучка первого греческого короля из династии Глюксбургов Георга I (сына датского короля Кристиана IX) и русской великой княгини Ольги Константиновны, по матери — немецкого принца Людвига Александра Баттенбергского и Виктории Гессен-Дармштадтской. Алиса Баттенбергская была внучатой племянницей последней российской императрицы Александры Фёдоровны.
В 1917 году семья принца Андрея, как и большинство членов греческой королевской семьи были вынуждены уехать за границу после отречения дяди принцессы Теодоры короля Константина I. В течение следующих нескольких лет супруги вместе с детьми проживали в Швейцарии. После возвращения на престол короля Константина I в 1920 году семья ненадолго вернулась в Грецию, где обосновались на вилле Мон Репос, расположенной на острове Корфу. Поражение греческой армии во Второй греко-турецкой войне привело к повторному отстранению от власти короля Константина. Принц Андрей был арестован и после состоявшегося над ним суда был отправлен вместе с семьёй за границу. Супруги с детьми покинули Грецию на английском судне HMS Calypso. Старшие дочери, Маргарита и Теодора, были отправлены в Великобританию вместе с бабушкой Викторией, где они получали домашнее образование. Остальная семья проживала в западном пригороде Парижа Сен-Клу, в доме, который принадлежал принцессе Марии Бонапарт, жене старшего брата Андрея принца Георга, графа Корфского.
В 1930 году принцесса Алиса перенесла тяжёлое нервное расстройство. Ей был поставлен диагноз параноидная шизофрения. Её принудительное поместили в швейцарский город Кройцлинген, где она провела два года в санатории. В 1930—31 годах все дочери вышли замуж за представителей немецкой аристократии. Ни на одной из свадеб Алиса не присутствовала.

### Брак
Теодора выходила замуж последней. 17 августа 1931 года состоялась свадьба между принцессой Теодорой Греческой и Датской и немецким принцем Бертольдом Баденским, сыном покойного к тому времени Максимилиана Баденского и Марии Луизы Ганноверской. После смерти отца в 1929 году Бертольд стал главой Баденского дома. В браке родилось трое детей.
В 1937 году супруги присутствовали на похоронах младшей сестры Теодоры принцессы Сесилии, которая вместе с мужем и детьми погибла в авиакатастрофе. В 1947 году принц Филипп, младший брат Теодоры женился на старшей дочери британского короля Георга VI и наследнице престола Елизавете. Старших сестёр Филиппа на свадьбу не пригласили по той причине, что их мужья во время Второй мировой войны воевали против Великобритании. Мать Теодоры присутствовала на свадьбе.
Большую часть жизни супруги прожили в Залемском аббатстве. Бертольд умер в 1963 году. Сама принцесса скончалась 16 октября 1969 года за пять недель до смерти матери. Похоронена рядом с супругом на семейном кладбище в Залеме.

### Дети
В браке с принцем Бертольдом Баденским родилось трое детей:
- принцесса Маргарита Алиса Тира Виктория Мария Луиза (14.07.1932—15.01.2013) — вышла замуж за югославского принца Томислава (19.01.1928—12.07.2000), младшего сына короля Александра I Карагеоргиевича и Марии Румынской; имели сына и дочь; развелись в 1981 году;
- принц Максимилиан, маркграф Баденский (3.07.1933—29.12.2022) — после смерти отца стал главой Баденского дома; женился 23.09.1966 года на австрийской принцессе Валерии Изабелле[англ.] (род. 23.05.1941), дочери эрцгерцога Хуберта Сальватора Австрийского и принцессы Роузмари Зальм-Зальм[англ.]; имеют дочь и троих сыновей;
- принц Людвиг Вильгельм Георг Эрнст Кристоф (род. 16.03.1937) — женился 21.09.1967 года на принцессе Анне Марии Генриетте Элеоноре Гобертине фон Ауэршперг-Бреунер (род. 15.12.1943), дочери князя Карла фон Ауэршперг-Бреунер и Марии Генриетты, графини фон Меран; имеют двоих дочерей и сына.